# نیک تونز مووین
نیک تونز مووین (معروف به باب اسفنجی شلوار مکعبی و دوستانش مووین در مناطق پال) یک بازی ویدیویی است که توسط مَس مدیا ساخته شده و توسط تی اچ کیو در سال ۲۰۰۴ منتشر شده‌است. در آن شخصیت‌هایی از نمایش‌های باب اسفنجی، دنی فانتوم، راکت پاور، والدین نسبتاً عجیب و غریب و ماجراهای جیمی نوترون: پسر نابغه حضور دارند.
این بازی نیاز به آی توی نیاز دارد.

## بازخورد
آی جی ان به بازی امتیاز «خوب» ۶/۰ داد. مجله رسمی پلی استیشن ۳ به ۵ به بازی داد.